# 커리어 우먼
커리어 우먼(kyariaūman), 또는 전문직 여성은 전문적인 직무 수행 능력을 살려 장기적으로 일에 종사하는 여성을 총칭한다. 전문 분야에서 일하는 여성을 이렇게 부르기도 한다. 장기간 경력을 쌓은 여성들에게 사용되는 말이며, 사장 부인이 이사로 이름을 올렸다고 해서 사용되지는 않았다. 1970년대 무렵부터 잘 쓰이게 된 말이지만 지금은 여성이 경력을 가진 것을 특별하게 생각하지는 않기 때문에 그다지 사용되지 않게되었다.

## 같이 보기
- 오피스 레이디
- 직장인